# Ashwathi Pillai
Ashwathi Pillai, född 14 juli 2000 i Kanniyakumari i Indien, är en svensk badmintonspelare.
Fram till tio års ålder bodde Pillai i Bangalore i Indien. När fadern fick ett nytt arbete i Sverige flyttade familjen till Stockholm. Fadern har en bakgrund inom badminton och är involverad i dotterns träning.
Ashwati Pillai tävlar för Täby Badmintonförening och som 13-åring blev hon Sveriges yngsta elitklassade badmintonspelare någonsin. År 2018 vann hon SM-guld, 17 år gammal. Hon kvalificerade sig för att tävla i ungdoms-OS i Buenos Aires, Argentina 2018. Det var första gången som Sverige ställde upp med en kvinnlig badmintonspelare i mästerskapet.
Hon vann guld med Lag Alpha i den mixade lagtävlingen.